# Gottfried Ettl
Gottfried Ettl ist ein österreichischer Musikproduzent und Musiker.

## Geschichte
Im Jahr 2000 hat er den Amadeus Austrian Music Award in der Kategorie Musikpartner des Jahres gewonnen.

## Diskografie (als Produzent)
- Weana Heurigeng´stanzln
- Recycled
- Strizzilieder

## Diskografie (als Gastmusiker)
- Ludwig Hirsch 6 (Traurige Indianer - Unfreundliche Kellner)
- Und?